# Schistocerca beckeri
Schistocerca beckeri är en insektsart som beskrevs av Vitaly Michailovitsh Dirsh 1974. Schistocerca beckeri ingår i släktet Schistocerca och familjen gräshoppor. Inga underarter finns listade i Catalogue of Life.